# Husik Santurian
Husik Santurian (în armeană Հուսիկ Սանթուրյան, în rusă Усик Сантурян) (n. 1920, Sevastia (Sivas), Turcia – d. 1 februarie 2011, Ecimiadzin, Armenia) a fost un arhiepiscop al Bisericii Apostolice Armene.

## Biografie
S-a născut în Turcia, primind la naștere numele de Azat Santurian. A devenit orfan la vârsta de cinci ani și a crescut la Jbeil (Liban) în Orfelinatul "Trtchnots Buyn" al lui Miss Yagobson. În 1935 a fost transferat la Orfelinatul German din Ierusalim pentru a urma cursuri de artă populară. După absolvirea studiilor în 1938, a lucrat ca profesor și cleric la Ierusalim în perioada 1939-1945.
A emigrat în Armenia în anul 1947 și a lucrat în cadrul mai multor organizații. În perioada 1953-1955 a studiat la Seminarul Teologic Kevorkian din Ecimiadzin, după absolvirea căruia a fost hirotonit diacon. În februarie 1956 a fost hirotonit ieromonah și a primit numele monahal Husik. A activat apoi ca director al colecțiilor de artă de la Ecimiadzin. În 1959 a primit rangul de arhimandrit (vardapet).
În 1961 a fost ales ca Primat al Eparhiei Armene din Azerbaidjan. Un an mai târziu, în octombrie 1962, a fost hirotonit ca episcop de către Vazken I, patriarh și catolicos al tuturor armenilor. A fost ridicat ulterior la rangul de arhiepiscop printr-o enciclică a aceluiași catolicos.
Santurian a revenit în Armenia în 1965, îndeplinind funcțiile de asistent al Marelui Sacristan (1965-1972) și Mare Sacristan al Catedralei Patriarhale de la Ecimiadzin (1972-2000). A murit la 1 februarie 2011 la Mănăstirea "Sf. Gayane" din Ecimiadzin, unde a fost îngrijit de maicile mănăstirii de la începutul anului 2011. A fost înmormântat, două zile mai târziu, în cimitirul mănăstirii.

## Distincții
Patriarhul Karekin al II-lea Nersissian i-a acordat Ordinul „Sf. Nerses Șnorhali“ al Bisericii Apostolice Armene în semn de apreciere a activității sale îndelungate și devotate.